# Imabari 1700
Der Containerschiffstyp Imabari 1700 wurde seit 2006 in über 30 Einheiten vom japanischen Schiffbaukonzern Imabari Zōsen gebaut.

## Einzelheiten
Das Typschiff der Baureihe, die Cala Puma, wurde 2006 in Fahrt gebracht. In den folgenden Jahren entwickelte sich der Typ in seinem Segment zu einer erfolgreichen Serie. Im Juli des Jahres 2010 wurde mit der Maersk Wismar die siebenunddreißigste und bisher letzte Einheit abgeliefert. Der Schiffstyp wird weiterhin angeboten.
Die Imabari-1700-Schiffe sind als Feeder- und Kurzstrecken-Containerschiffe mit etwa vier Fünftel achtern angeordneten Aufbauten und durchlaufendem Deck ausgelegt. Sie haben fünf vor dem Deckshaus gelegene Laderäume, die durch Pontonlukendeckel verschlossen werden. An Deck können 16 20-Fuß-Bays vor und zwei 40-Fuß-Bays hinter dem Deckshaus in vier bis sechs Lagen gestaut werden. Der größte Teil der Schiffe wurde ohne eigenes Ladegeschirr gebaut einige Einheiten erhielten zum Ladungsumschlag zwei mittschiffs angebrachte hydraulische Schiffskräne vor dem Deckshaus und einen dritten an dessen Achterkante. Der Schiffstyp verfügt über 1708 TEU-Stellplätze und kann bei maximaler Abladung rund 22.000 Tonnen transportieren. Die Schiffe sind für den Transport gefährlicher Ladung ausgelegt und es sind etwa 200 Anschlüsse für Kühlcontainer vorhanden.
Der Antrieb der Schiffe besteht aus einem bei Mitsui in Japan gebauten Zweitakt-Dieselmotor des Typs MAN B&W 7S60MC. Der Motor ermöglicht eine Geschwindigkeit von etwa 19,5 Knoten. Es stehen mehrere Hilfsdiesel und ein Notdiesel-Generator zur Verfügung.

## Die Schiffe
| Typ Imabari 1700      | Typ Imabari 1700 | Typ Imabari 1700 | Typ Imabari 1700   | Typ Imabari 1700                                           | Typ Imabari 1700                                               |
| Bauname               | Baunummer        | IMO-Nummer       | Indienststellung   | Auftraggeber                                               | Umbenennungen und Verbleib                                     |
| --------------------- | ---------------- | ---------------- | ------------------ | ---------------------------------------------------------- | -------------------------------------------------------------- |
| Cala Puma             | 620              | 9367542          | 21. September 2006 | Golden Glory Shipping, Monrovia                            | 2013 Haruka, 2016 Happy Bee, in Fahrt                          |
| Cala Pantera          | 621              | 9377690          | 27. November 2006  | Los Halillos Shipping Company Shoei Kisen Kaisha, Imabari  | 2013 Manatee, 2013 Vento di Tramontana, 2015 Manatee, in Fahrt |
| Hanjin Surabaya       | 672              | 9384899          | 19. Januar 2007    | Los Halillos Shipping Company Shoei Kisen Kaisha, Imabari  | 2013 Sunrise Surabaya, in Fahrt                                |
| Cala Pinguino         | 638              | 9377705          | 30. Januar 2007    | Southern Route Nissen Kaiun Company, Imabari               | in Fahrt                                                       |
| Tokyo Tower           | 666              | 9384875          | 5. März 2007       | Los Halillos Shipping Company Zodiac Maritime              | in Fahrt                                                       |
| Kyoto Tower           | 667              | 9384887          | 23. März 2007      | Lombard Corporate December 3 Zodiac Maritime               | in Fahrt                                                       |
| Hanjin Manila         | 655              | 9412816          | 27. April 2007     | ST Line CSL Maritime, Tokyo                                | 2015 Van Manila, in Fahrt                                      |
| Cala Paguro           | 645              | 9412787          | 23. Mai 2007       | Tradewind Navigation Murakami Sekiyu                       | in Fahrt                                                       |
| Hanjin Belawan        | 656              | 9412828          | 8. Juni 2007       | Batanagar Shipping Corporation                             | 2016 Belawan, in Fahrt                                         |
| Safmarine Bandama     | 657              | 9412830          | 19. Juli 2007      | Los Halillos Shipping Company Shoei Kisen Kaisha, Imabari  | 2014 Sunshine Bandama, in Fahrt                                |
| Safmarine Sanaga      | 658              | 9412842          | 10. September 2007 | Misuga Kaiun Company, Tokyo                                | 2014 Marine Sanaga, 2014 FS Sanaga, 2015 Lucky Merry, in Fahrt |
| Ayutthaya Bridge      | 659              | 9412854          | 19. Oktober 2007   | Venus Ocean Navigation                                     | 2015 SITC Kawasaki, in Fahrt                                   |
| TS Japan              | 651              | 9444948          | 29. November 2007  | Green Spanker Shipping Kyowa Kisen Company                 | 2015 IS Japan, 2016 Interasia Advance, in Fahrt                |
| TS China              | 652              | 9444950          | 8. Januar 2008     | Southern Route Nissen Kaiun Company, Imabari               | 2014 IS China, in Fahrt                                        |
| Pearl River Bridge    | 660              | 9444986          | 16. Januar 2008    | Taiyo Nippon Kisen Company K-Line, Hongkong                | in Fahrt                                                       |
| Saigon Bridge         | 661              | 9444998          | 6. März 2008       | Bamboo Shipping Company Sugahara Kisen Company, Hiroshima  | in Fahrt                                                       |
| Safmarine Bia         | 662              | 9445007          | 4. April 2008      | Fresh South Shipping Misuga Kaiun (HK), Hongkong           | 2015 Marine Bia, in Fahrt                                      |
| Sinar Sangir          | 653              | 9444962          | 21. Mai 2008       | Sun Lanes Navigation Nissen Kaiun Company, Imabari         | in Fahrt                                                       |
| Safmarine Taraga      | 663              | 9445019          | 24. Juni 2008      | Misuga Kaiun (HK), Hongkong Misuga Kaiun Company, Tokyo    | 2015 Marine Taraga, in Fahrt                                   |
| Sinar Subang          | 654              | 9444974          | 7. August 2008     | Green Spanker Shipping Nissen Kaiun Company, Imabari       | in Fahrt                                                       |
| Hanjin Nhava Sheva    | 673              | 9470765          | 18. September 2008 | Paraiso Shipping Shoei Kisen Kaisha, Imabari               | 2016 Ocean Nhava Sheva, in Fahrt                               |
| Anderson Bridge       | 669              | 9470739          | 31. Oktober 2008   | La Darien Navegacion Shoei Kisen Kaisha, Imabari           | in Fahrt                                                       |
| Jakarta Bridge        | 670              | 9470741          | 19. Januar 2009    | Mi-Das Line Doun Kisen Company, Imabari                    | in Fahrt                                                       |
| Penang Bridge         | 671              | 9470753          | 17. Februar 2009   | Forward Gloria Navigation Daiwa Kisen Company, Fukuoka     | in Fahrt                                                       |
| Maersk Willemstadt    | 664              | 9470727          | 5. März 2009       | Paraiso Shipping Shoei Kisen Kaisha, Imabari               | in Fahrt                                                       |
| Maersk Windhoek       | 665              | 9515591          | 17. April 2009     | Takanawa Line Toyo Kaiun Company, Imabari                  | 2016 Windhoek, in Fahrt                                        |
| Hanjin Veracruz       | 691              | 9515606          | 26. Juni 2009      | Twin Bright Shipping Company Soki Kisen Kaisha, Imabari    | 2016 Millennium Bright, in Fahrt                               |
| Quezon Bridge         | 681              | 9515618          | 8. Juli 2009       | EK-Line Ehime Kaiun Company, Imabari                       | in Fahrt                                                       |
| Horai Bridge          | 682              | 9515620          | 30. August 2009    | Barro Colorado Keiyo Kisen Kaisha Company, Imabari         | in Fahrt                                                       |
| Margaret River Bridge | 692              | 9550383          | 29. September 2009 | Seavance Shipping Taiyo Kaiun Kaisha, Imabari              | in Fahrt                                                       |
| Maersk Wellington     | 674              | 9550307          | 24. Dezember 2009  | Luster Maritime Shoei Kisen Kaisha, Imabari                | in Fahrt                                                       |
| Swan River Bridge     | 693              | 9550395          | 29. Januar 2010    | K-Line, Singapur                                           | in Fahrt                                                       |
| Maersk Wilmington     | 675              | 9550319          | 5. Februar 2010    | San Lorenzo Shipping SMTech Ship Management Company, Busan | in Fahrt                                                       |
| Maersk Wakamatsu      | 686              | 9550345          | 16. März 2010      | La Sabanas Shipping Company Shoei Kisen Kaisha, Imabari    | 2018 Stellar Wakanatsu, in Fahrt                               |
| Maersk Wakayama       | 687              | 9550357          | 22. April 2010     | Paraiso Shipping Shoei Kisen Kaisha, Imabari               | in Fahrt                                                       |
| Maersk Walvis Bay     | 689              | 9550369          | 9. Juni 2010       | San Clemente Shipping Northstar Ship Management, Hongkong  | in Fahrt                                                       |
| Maersk Wismar         | 690              | 9550371          | 15. Juli 2010      | Paraiso Shipping Shoei Kisen Kaisha, Imabari               | in Fahrt                                                       |

## Bilder

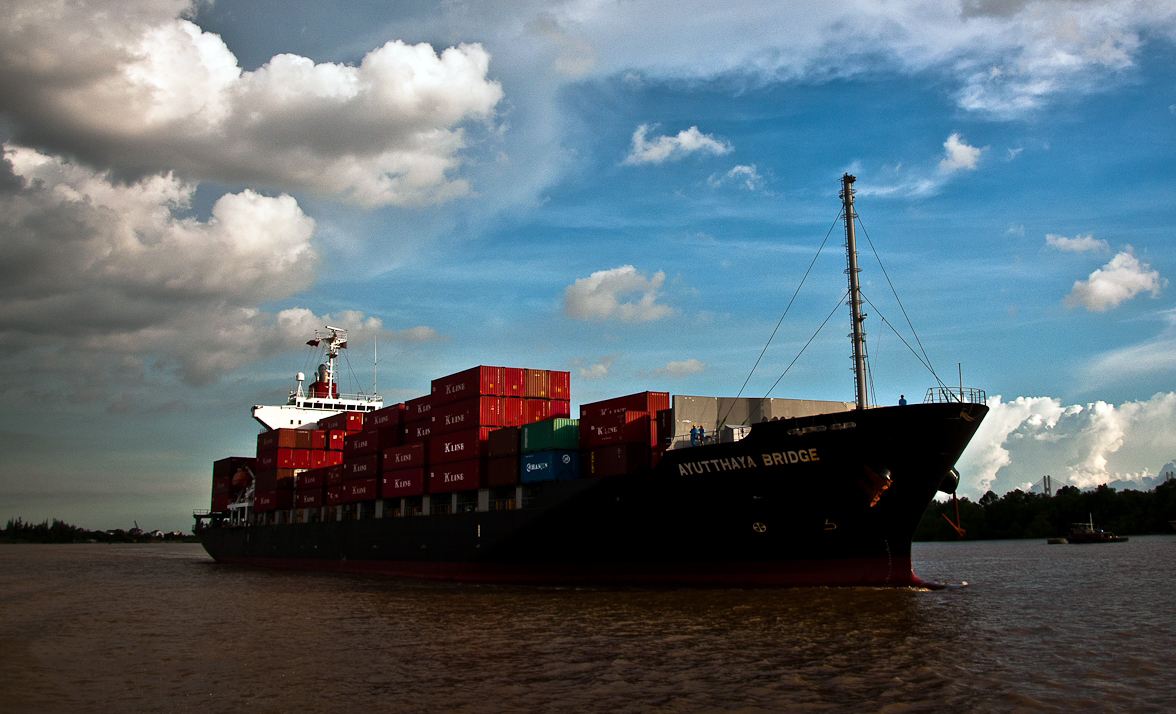
Vorschiffsansicht der Ayutthaya Bridge
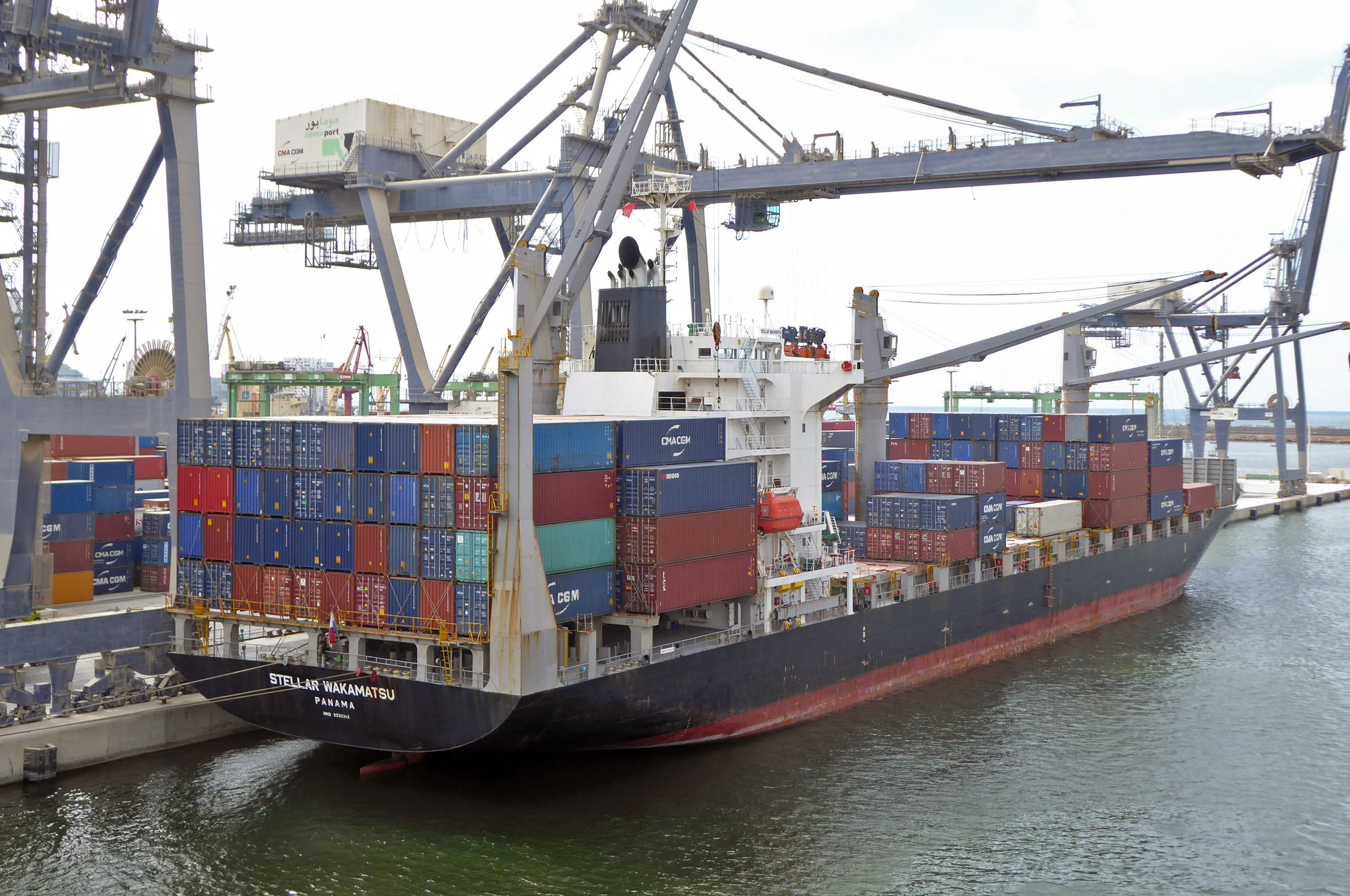
Stellar Wakamatsu (ex Maersk Wakamatsu) mit Kränen ausgestattet